# Srđan Todorović
Srđan „Žika“ Todorović (serbisch-kyrillisch Срђан Тодоровић; * 28. März 1965 in Belgrad) ist ein serbischer Schauspieler und Musiker, vor allem bekannt für seine Rolle als Miloš in dem umstrittenen Horrorfilm A Serbian Film und durch die Musik mit den Bands Ekatarina Velika, Disciplina Kičme, Radnička Kontrola und Bezobrazno Zeleno. Sein Vater war der Schauspieler Bora Todorović.
Er hat im Oktober 2004 Ana Jovićević geheiratet. Ihr Sohn Dejan wurde am 4. Mai 2014 geboren und starb am 20. Dezember 2017.

## Filmografie (Auswahl)
- 1986: Bal na vodi
- 1988: Zaboravljeni
- 1989: Kako je propao rokenrol
- 1992: Mi nismo anđeli
- 1992: Crni bombarder
- 1995: Underground
- 1997: Tri Letnja Dana
- 1998: Schwarze Katze, weißer Kater (Crna mačka, beli mačor)
- 1998: Tri palme za dve bitange i ribicu
- 2000: Rat uživo
- 2000: Tandem
- 2001: Apsolutnih 100
- 2001: Mrtav´Ladan
- 2003: Jagoda im Supermarkt
- 2004: Sivi kamion crvene boje
- 2005: Mi nismo anđeli :
- 2005: Ivkova slava
- 2006: Mi nismo anđeli 3: Rock & roll uzvraća udarac
- 2008: Vratiće se rode
- 2010: A Serbian Film (Srpski Film)
- 2010: Montevideo, Taste of a Dream (erster Teil)
- 2012: Montevideo, Taste of a Dream (zweiter Teil)
- 2013: Top je bio vreo
- 2013: Na putu za Montevideo
- 2013: Montevideo, vidimo se!
- 2014: Volk (TV-Serie)
- 2014: Atomski sdesna
- 2014: Montevideo, vidimo se (Serie)
- 2016: Četiri ruže
- 2017–2019: Senke nad Balkanom
- 2017: Prokleti pas
- 2018: Južni vetar
- 2018: Apsurdni eksperiment
- 2018: Žigosani u reketu
- 2019: Hotel Beograd